# La Gioconda
El retrato de Lisa Gherardini, esposa de Francesco del Giocondo, más conocido como La Gioconda (La Joconde, en francés) o Mona Lisa, es una obra pictórica de Leonardo da Vinci. Fue adquirida por el rey Francisco I de Francia a comienzos del siglo XVI y desde entonces es propiedad del Estado francés. Está expuesta en el Museo del Louvre de París, siendo, sin duda, la «joya» de sus colecciones.
Gioconda significa «esposa alegre o jovial» en italiano. Hay 12 santorales con ese nombre, unos masculinos, otros femeninos. Una tesis del nombre del óleo, La Gioconda, la más aceptada es sobre la identidad de la modelo: la esposa de Francesco Bartolomeo de Giocondo, que realmente se llamaba Lisa Gherardini, de donde viene su otro nombre: Monna (señora, en el italiano antiguo) Lisa. El Museo del Louvre acepta el título completo indicado al principio como el título original de la obra, aunque no reconoce la identidad de la modelo y tan solo la acepta como una hipótesis.
Es un óleo sobre tabla de álamo de 79 × 53 cm, pintado entre 1503 y 1519, y retocado varias veces por el autor. Se considera el ejemplo más logrado de sfumato, técnica muy característica de Leonardo, si bien actualmente su colorido original es menos perceptible por el oscurecimiento de los barnices. El cuadro está protegido por múltiples sistemas de seguridad y ambientado a temperatura estable para su preservación óptima. Es revisado constantemente para verificar y prevenir su deterioro.
Por medio de estudios históricos se ha determinado que la modelo podría ser una vecina de Leonardo, que podrían conocerse sus descendientes, y que la modelo podría haber estado embarazada, por la forma de esconder que tienen sus manos. Pese a todas las suposiciones, las respuestas en firme a los varios interrogantes en torno a la obra de arte resultan francamente insuficientes, lo cual genera más curiosidad entre los admiradores del cuadro.
La fama de esta pintura no se basa únicamente en la técnica empleada o en su belleza, sino también en los misterios que la rodean. Además, el robo que sufrió en 1911, las reproducciones realizadas, las múltiples obras de arte que se han inspirado en el cuadro y las parodias existentes contribuyen a convertir a La Gioconda en el cuadro más famoso del mundo, visitado por millones de personas anualmente.

## Autor

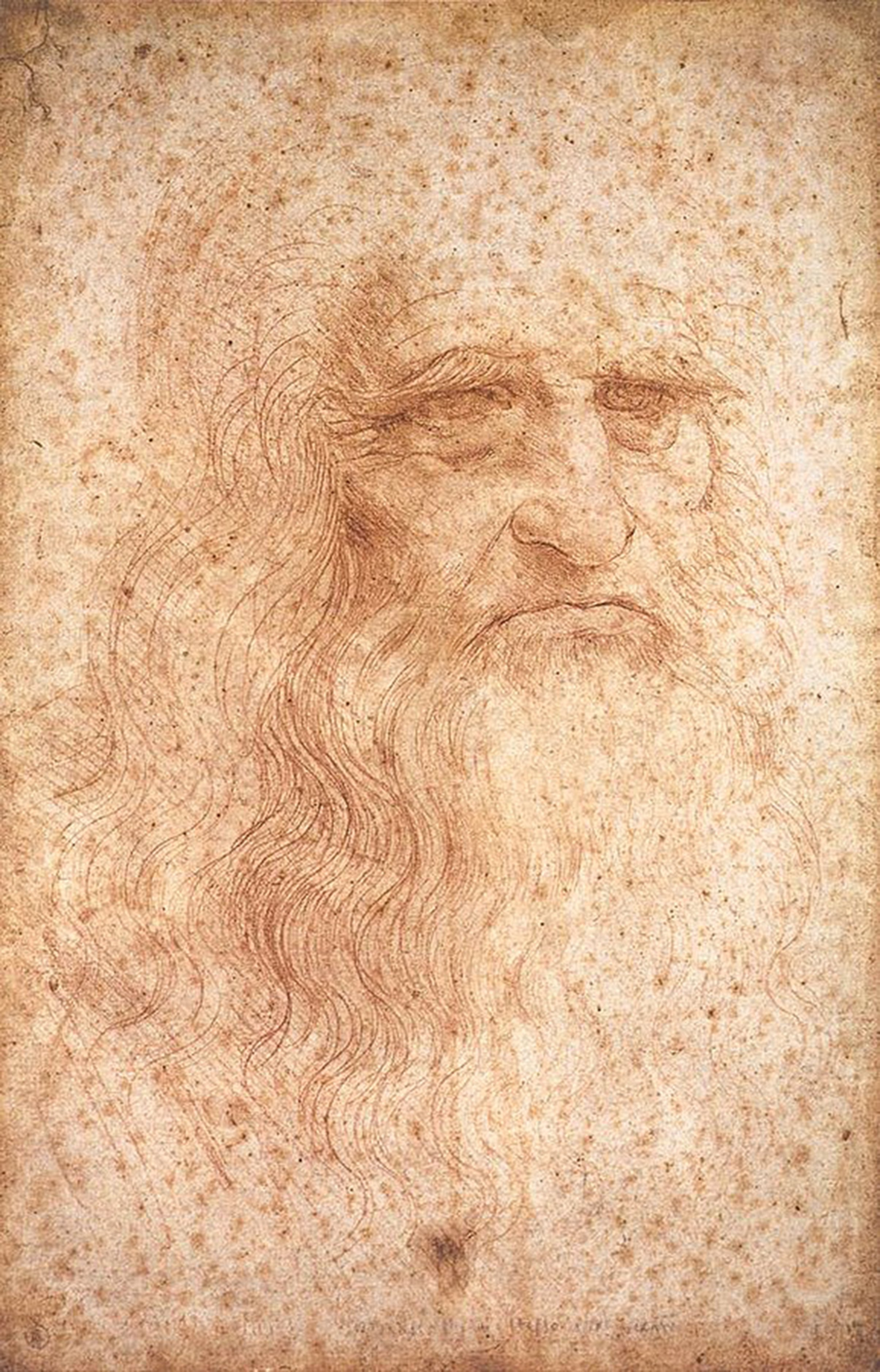
Autorretrato de Leonardo da Vinci.

Leonardo da Vinci nació en el caserío de Anchiano del municipio de Vinci, en Italia. Fue fruto de la relación ilegítima del notario ser Piero y de su sirvienta, Catarina Vacca. A los 14 años entró en el prestigioso taller del pintor florentino Andrea Verrocchio, donde se formó como artista junto a Sandro Botticelli y Perugino. Desarrolló el estudio de las matemáticas, la geometría, la arquitectura, la perspectiva y todas las ciencias de la observación del medio natural, las cuales se consideraban indispensables en la época. Como educación complementaria, también estudió arquitectura e ingeniería. Leonardo fue un humanista renacentista, destacado en múltiples disciplinas. Sirvió a personas tan distintas e influyentes como a Lorenzo de Médici, al duque de Milán, a los soberanos de Mantua y al rey Francisco I de Francia.
Debido a la minuciosidad de su técnica y también a sus muchas otras ocupaciones como inventor y diseñador, la producción pictórica de Leonardo es extremadamente escasa: los expertos reducen las obras de autoría relativamente segura a apenas una veintena, y de ellas muy pocas cuentan con pruebas documentales concluyentes. Entre sus pinturas más destacadas están La Virgen de las Rocas, La dama del armiño, el mural de La última cena y, la más famosa de todas: La Gioconda o La Mona Lisa.

## Historia

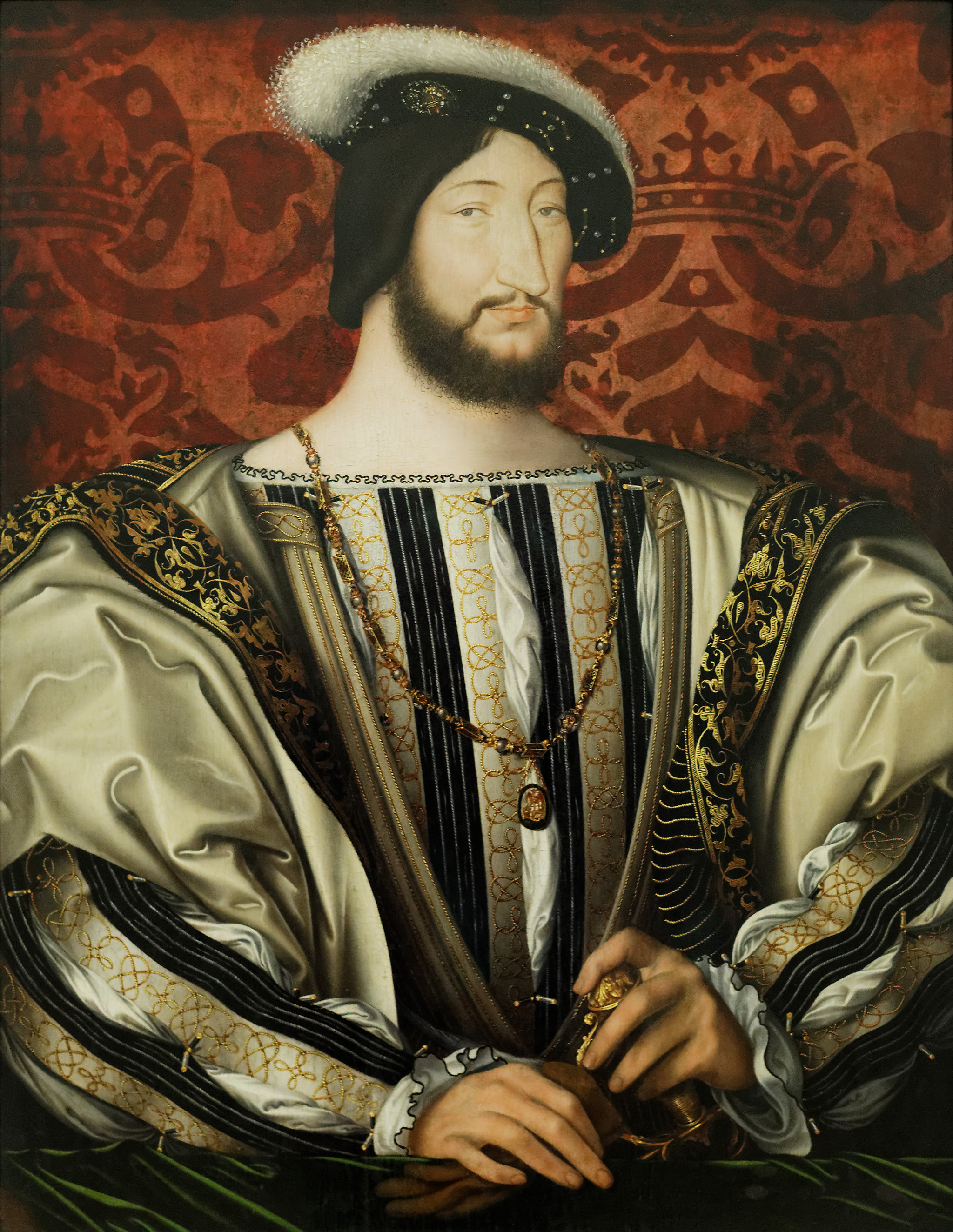
El rey Francisco I de Francia fue dueño del cuadro durante un tiempo.

La Gioconda ha sido considerada como el cuadro más famoso del mundo. Su fama se debe probablemente a las múltiples referencias literarias, a las diversas hipótesis sobre la identidad de la protagonista y al espectacular robo del que fue objeto el 21 de agosto de 1911.
Es además la última gran obra de Da Vinci. Después de terminar el cuadro, Leonardo llevó su obra a Roma y luego a Francia, donde la conservó hasta su fallecimiento en su residencia del castillo de Clos-Lucé.
 Se sabe que pasó a manos del rey francés Francisco I, quien la habría comprado por un importe de 12 000 francos (4000 escudos de oro), aunque no está claro si fue en 1517, antes de la muerte del artista, o con posterioridad a su fallecimiento en 1519.
Tras la muerte del rey, la obra pasó a Fontainebleau, luego a París y más tarde al palacio de Versalles. Con la Revolución francesa llegó al Museo del Louvre, lugar donde se trasladó en 1797. En 1800, el entonces primer cónsul Napoleón Bonaparte, ordenó sacar el cuadro del museo y colocarlo en su dormitorio del palacio de las Tullerías hasta que lo devolvió al museo en 1804. Allí se alojó definitivamente, salvo un breve paréntesis durante la Segunda Guerra Mundial, cuando el cuadro fue custodiado en el castillo de Amboise y posteriormente en la abadía de Loc-Dieu.
Hasta 2005 se ubicó en la Sala Rosa del Louvre, y desde entonces se encuentra en el Salón de los Estados. Es pertinente decir que la mayoría de datos acerca del cuadro se conocen gracias al trabajo biográfico del pintor Giorgio Vasari, contemporáneo de Leonardo.

## Técnica

San Juan Bautista de Leonardo, una de las pinturas en la cual Leonardo aplicó su técnica de sfumato.

Leonardo dibujó el esbozo del cuadro y después aplicó el óleo diluido en aceite esencial. La técnica empleada, conocida con el término italiano de sfumato, consiste en prescindir de los contornos netos y precisos típicos del quattrocento y envolverlo todo en una especie de niebla que difumina los perfiles y produce una impresión de inmersión total en la atmósfera, lo que da a la figura una sensación tridimensional.
El cuadro se pintó sobre una tabla de madera de álamo recubierta por varias capas de enlucido. Se conserva en una urna de cristal de 40 mm de espesor a prueba de balas, tratada de manera especial para evitar los reflejos. La cámara que alberga el cuadro está diseñada para mantener una temperatura constante de 20 °C y 50 % de humedad relativa, con lo que se busca garantizar las condiciones óptimas para la estabilidad de la pintura.
La pintura tiene una grieta vertical de 12 centímetros en la mitad superior, tal vez debida a la eliminación del marco original, si bien un estudio actual con rayos infrarrojos revela que la grieta puede ser tan antigua como la misma tabla. Dicha grieta fue reparada entre mediados del siglo XVIII y principios del XIX mediante dos piezas metálicas en forma de mariposa fijadas por el reverso. De ellas, una se soltó posteriormente. En la actualidad, se ha determinado que la fisura es estable y no ha empeorado con el tiempo.
Sin embargo, para descartar cualquier peligro, en 2004 se constituyó un equipo de curadores franceses, que vigilan permanentemente el estado de la pintura, previniendo cualquier alteración provocada por el tiempo.

### Descripción de la obra
En este retrato la dama está sentada en un sillón y posa sus brazos en los brazos del asiento. En sus manos y sus ojos puede verse un ejemplo característico del color y del juego que el pintor hace con la luz y la sombra para dar sensación de volumen.
Aparece sentada en una galería, viéndose a los lados, cortadas, las bases de unas columnas.

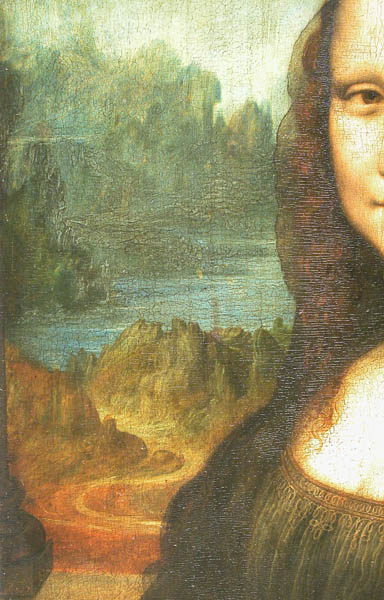
Detalle del lado izquierdo del paisaje.

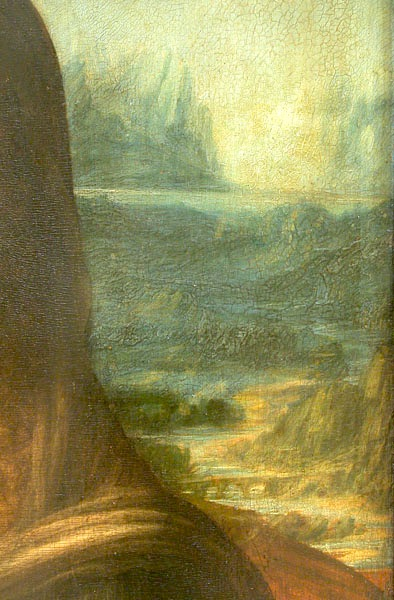
Detalle del lado derecho del paisaje.

La galería se abre a un paisaje tal vez inspirado en las vistas que Leonardo pudo divisar en los Alpes, durante su viaje a Milán, aunque una última investigación reveló que el fondo podría corresponder a la ciudad de Bobbio, en la región de Emilia-Romaña. Anteriormente, se pensaba que el paisaje, que posee una atmósfera húmeda y que parece rodear a la modelo, estaba en Arno o en una porción del lago de Como, sin haber llegado a conclusiones definitivas.
Se ha intentado muchas veces compaginar las dos mitades del paisaje que aparece tras la modelo, pero la discordancia entre ambos lados es tan grande que no permite diseñar una imagen continuada. El lado izquierdo parece estar más bajo que el derecho, entrando en conflicto con la física, puesto que el agua no puede permanecer quieta si existe desnivel en el terreno. A este respecto el historiador de arte E.H. Gombrich escribe:

En consecuencia, cuando centramos nuestras miradas sobre el lado izquierdo del cuadro, la mujer parece más alta o más erguida que si nos centramos en la derecha. Y su rostro, asimismo, parece modificarse con este cambio de posición, porque tampoco en este caso las dos partes se corresponden con exactitud.
E. H. Gombrich

En medio del paisaje aparece un puente, conocido en Bobbio como puente Gobbo o el puente Vecchio, y que muestra un elemento de civilización que podría estar señalando la importancia de la ingeniería y la arquitectura. La ubicación geográfica del puente fue posible gracias a un códice que dejó Leonardo da Vinci, en el que se muestra la escena en la que se pintó. Una crecida, ocurrida años más tarde en el río Trebbia, destruyó el puente, que posteriormente fue reconstruido.

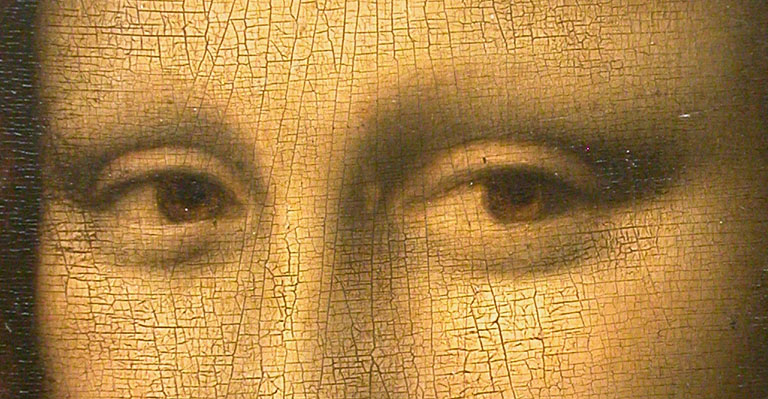
Detalle de la mirada de la modelo.

La modelo carece de cejas y pestañas, posiblemente por una restauración demasiado agresiva en siglos pasados, en la cual se habrían eliminado las veladuras o leves trazos con que se pintaron. Vasari, en efecto, sí habla de cejas: «En las cejas se apreciaba el modo en que los pelos surgen de la carne, más o menos abundantes y girados según los poros de la piel; no podían ser más reales». Según otros expertos, las cejas depiladas eran habituales en las damas de alcurnia florentinas; o Leonardo evitó pintar las cejas y las pestañas para dejar su expresión más ambigua, o tal vez porque nunca llegó a terminar la obra.
La dama dirige la mirada ligeramente a su izquierda y muestra una sonrisa considerada enigmática. Cuenta Vasari que: 

Mientras la retrataba, tenía gente cantando o tocando, y bufones que la hacían estar alegre, para tratar de evitar esa melancolía que se suele dar en la pintura de retratos.

Sobre la cabeza lleva un velo, signo de castidad y atributo frecuente en los retratos de esposas.
El brazo izquierdo descansa sobre el de la butaca. La mano derecha se posa sobre la izquierda. Esta postura transmite una impresión de serenidad y de que el personaje retratado domina sus sentimientos.
La técnica de Leonardo da Vinci se aprecia con más facilidad gracias a la «inmersión» de la modelo en la atmósfera y el paisaje que la rodean, potenciada además por el avance en la «perspectiva atmosférica» del fondo, que sería el logro final del Barroco, donde los colores tienden al azulado y la transparencia, aumentando la sensación de profundidad.

### Estado de conservación

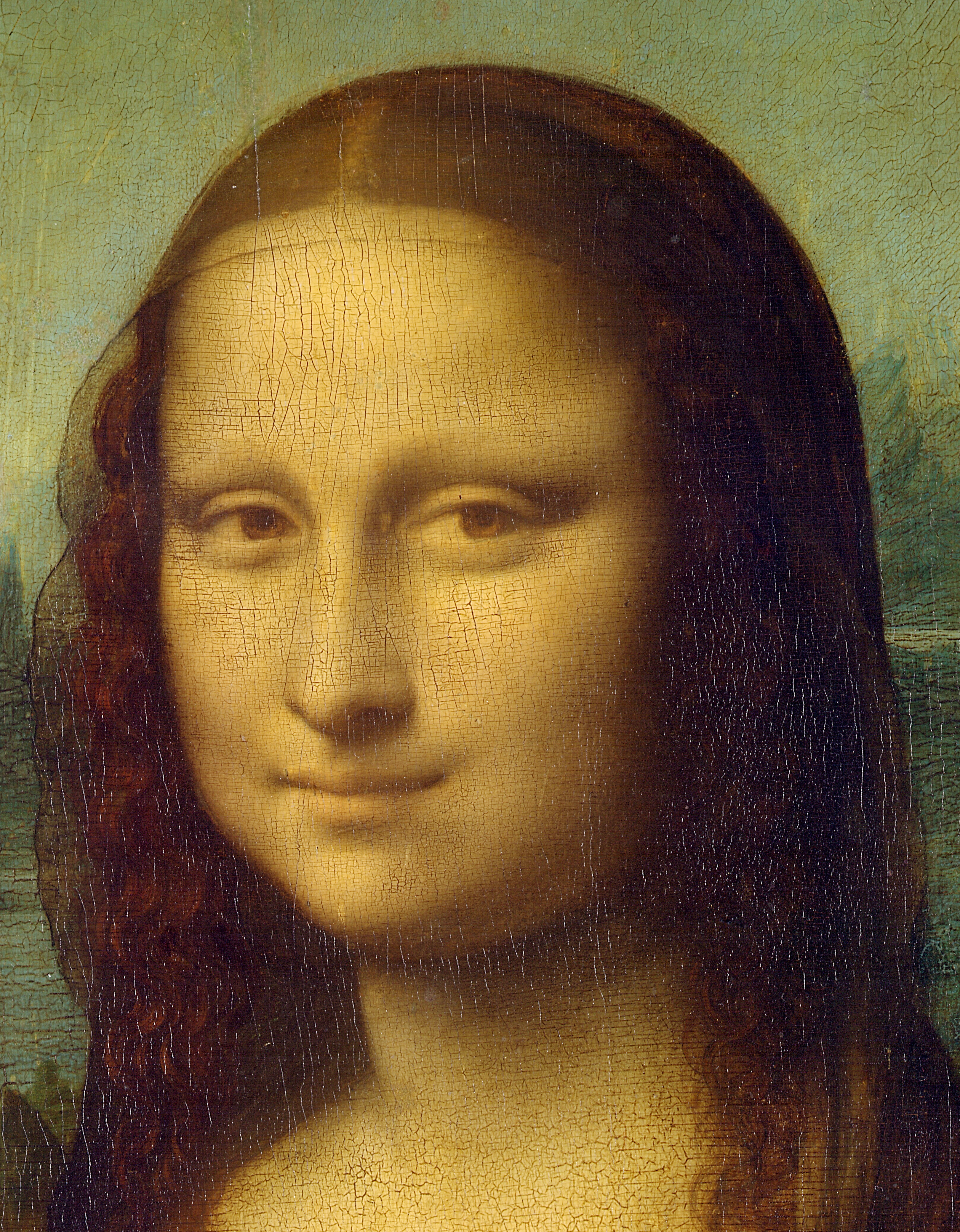
Detalle del rostro craquelado.

La conservación de la obra es mediana, con un craquelado bastante evidente en toda la superficie y una fisura bastante importante que, desde el borde superior, desciende en vertical sobre la cabeza del personaje. Esta grieta se mantiene estable y no es previsible que empeore, gracias a que la obra se conserva en un espacio climatizado. La deficiencia de conservación más criticada es la suciedad que enmascara los colores; la pintura está tapada por capas de barniz que han amarilleado con el tiempo, efecto habitual en las sustancias de origen natural. En siglos pasados, cuando no existían los disolventes, la opacidad de las pinturas antiguas se paliaba o disimulaba aplicando nuevas capas de barniz. El cuadro de Leonardo acumula varias, y los responsables del Louvre se resisten a eliminarlas por miedo a alterar el aspecto de la obra. La hipótesis de una próxima restauración de La Gioconda se ve ahora todavía más remota, tras una polémica suscitada en 2011 por la limpieza de otra obra del artista en el Louvre, La Virgen, el Niño Jesús y Santa Ana, una intervención considerada abusiva por algunos expertos y que provocó la dimisión de dos técnicos contrarios a ella.
Mediante un programa informático se ha recreado el colorido que debería tener la obra si se eliminasen las capas de suciedad. La restauración en 2011-2012 de la copia conservada en el Museo del Prado (Madrid), pintada simultáneamente en el taller del maestro, puede ayudar a imaginar el aspecto que originalmente tuvo la obra del Louvre.

## Enigmas
Durante varios siglos los interrogantes sin respuesta acerca de la obra de Leonardo han ido creciendo, originando apasionadas polémicas en muchos autores e investigadores. Frente a la gran cantidad de preguntas, las respuestas no suelen ser demasiado convincentes, por lo que los debates siguen abiertos. Especialmente durante los siglos XIX y XX, las teorías acerca del origen de la modelo, la expresión de su rostro, la inspiración del autor y otras tantas, han tomado gran protagonismo y obligan a un análisis histórico y científico profundo.

### La sonrisa
En el siglo XVI Leonardo da Vinci pintó a Mona Lisa buscando el efecto de que la sonrisa desapareciera al mirarla directamente y reapareciera solo cuando la vista se fija en otras partes del cuadro. El juego de sombras refuerza la sensación de desconcierto que produce la sonrisa. No se sabe si en verdad sonríe o si muestra un gesto lleno de amargura. Sigmund Freud interpretó la sonrisa de la Gioconda como el recuerdo latente que había en Leonardo de la sonrisa de su madre.

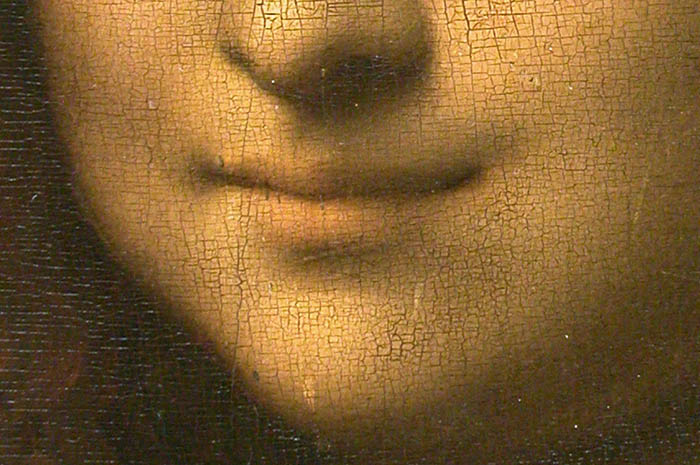
Detalle de la sonrisa de Mona Lisa.

Margaret Livingstone, experta en percepción visual, desveló en el Congreso Europeo de Percepción Visual que se celebró en 2005 en La Coruña, que la enigmática sonrisa es «una ilusión que aparece y desaparece debido a la peculiar manera en que el ojo humano procesa las imágenes». Livingstone recalca que los artistas llevan mucho más tiempo estudiando la percepción visual humana que los mismos médicos especialistas en el tema.
El ojo humano tiene una visión fotópica, retiniana o directa, y otra escotópica o periférica. La primera sirve cuando se trata de percibir detalles, pero no es apta para distinguir sombras, que es la especialidad de la segunda. Leonardo pintó la sonrisa de Mona Lisa usando unas sombras que se ven mejor con la visión periférica. Como ejemplo para ilustrar el efecto, uno puede concentrar la mirada en una sola letra sobre una página impresa y comprobar lo difícil que le resulta reconocer el resto de las letras.
En otro orden de cosas muy diferente, y tratando de averiguar el estado de ánimo de la modelo durante el posado, se utilizó un software especializado en la «medición de emociones», el cual fue aplicado a la pintura para obtener datos relevantes acerca de su expresión. La conclusión alcanzada por el programa, es que Mona Lisa está un 83 % feliz, un 9 % disgustada, un 6 % temerosa y un 2 % enfadada. El software trabaja sobre la base de analizar rasgos tales como la curvatura de los labios o las arrugas producidas alrededor de los ojos. Tras obtener las mediciones, las compara con una base de datos de expresiones faciales femeninas, de la que obtiene una expresión promedio.

### Supuesto embarazo y condición física

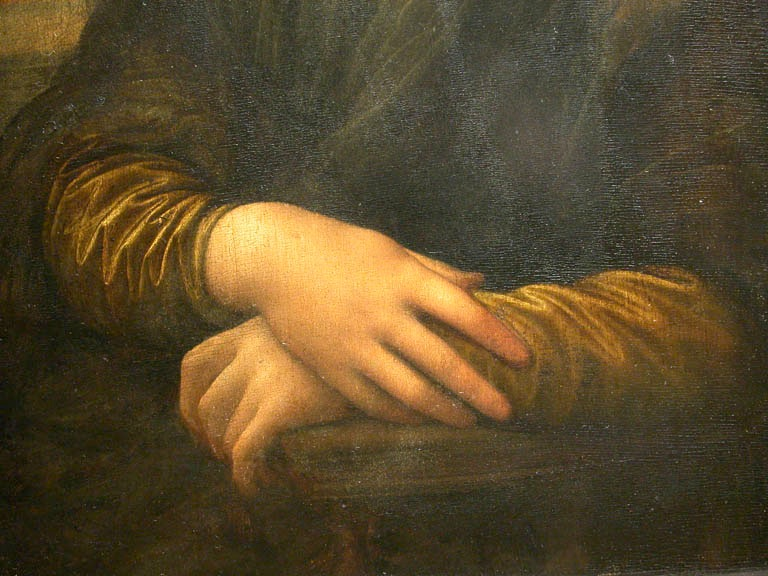
Detalle de las manos.

Un grupo de investigadores del Consejo Nacional de Investigaciones de Canadá que examinó la obra en 2004 utilizó un escáner de infrarrojos en tres dimensiones, cuyos resultados, de escasa entidad, fueron publicados el 26 de septiembre de 2006.
El uso de dicha técnica, que permite una resolución 10 veces más fina que el cabello humano, permitió a los investigadores apreciar detalles hasta ahora desconocidos. Han opinado que el velo de gasa fina y transparente, enganchado al cuello de la blusa, era una prenda que solían llevar las mujeres embarazadas o que habían dado a luz recientemente. Entre sus peculiares conclusiones, el estudio consideró que el peso de la modelo era de 63 kilos y su estatura de 1,68 metros así como que llevaba el pelo recogido en un moño cubierto por un bonete detrás de la cabeza, y que no aparece ningún mensaje secreto en ninguna de las capas de la pintura, como se contaba en la novela El código Da Vinci.
Por su parte, Julio Cruz Hermida, de la Universidad Complutense de Madrid, afirma que la modelo padecía bruxismo (rechinar de los dientes), alopecia (caída del cabello) y principios de la enfermedad de Parkinson.

### Identidad de la modelo

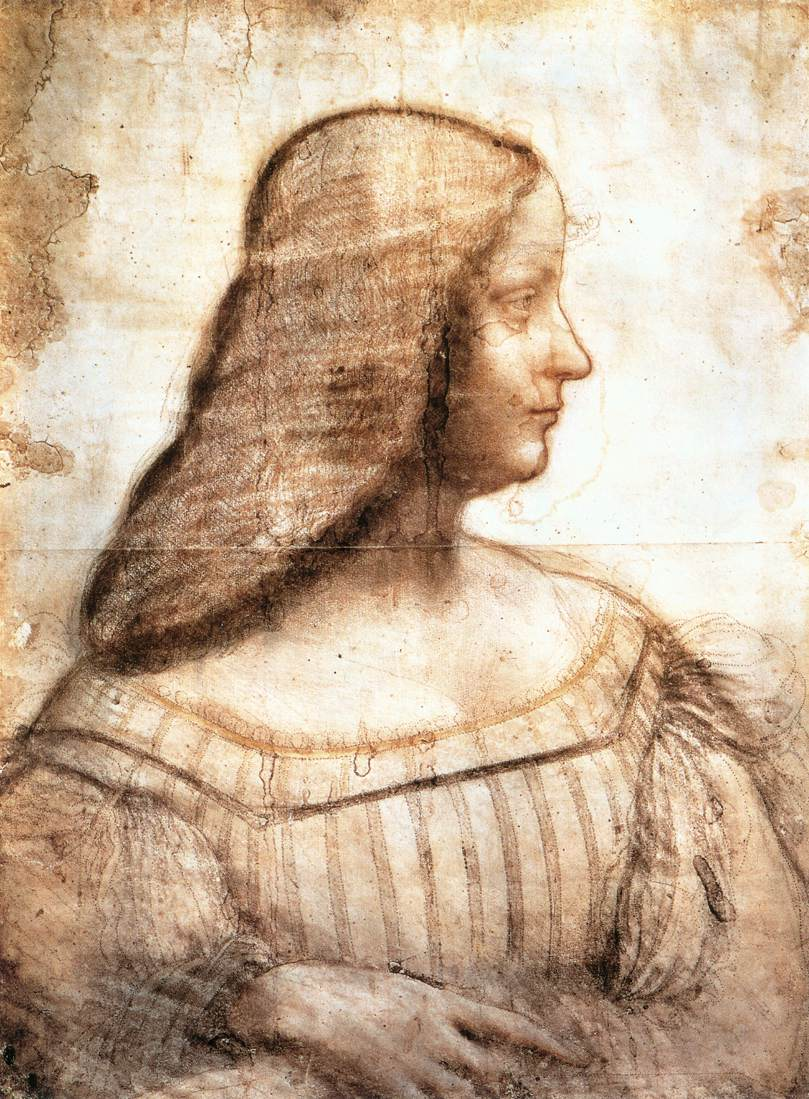
Dibujo para un retrato de Isabel de Este por Leonardo da Vinci.

Diversas hipótesis se han generado en torno a la identidad de la modelo. El actual Catálogo Razonado (2017) de Leonardo da Vinci identifica a Lisa Gherardini como candidata probable y solo a Isabel de Este como alternativa plausible.
El pintor y biógrafo Giorgio Vasari escribió en 1550:

Hizo para Francesco del Giocondo el retrato de su mujer Mona Lisa y, a pesar de dedicarle los esfuerzos de cuatro años, lo dejó inacabado. Esta obra la tiene hoy el rey Francisco de Francia en Fontainebleau.

En 1625, Cassiano dal Pozzo vio la obra en Fontainebleau y escribió sobre ella:

Un retrato de tamaño natural, en tabla, enmarcado en nogal tallado, es media figura y retrato de una tal 'Gioconda'.

Tomando como base estos testimonios se ha identificado a la modelo con Lisa Gherardini, la esposa del acaudalado comerciante Francesco del Giocondo.
Sin embargo, en 1517, antes del escrito de Vasari, Antonio de Beatis visitó a Leonardo en el castillo de Cloux y mencionó tres cuadros suyos, uno de ellos de una dama florentina hecho del natural a petición de Juliano II de Médicis.
Aunque Antonio de Beatis podría haber visto una tabla distinta, este testimonio parece discrepar de los de Vasari y Cassiano del Pozzo, por lo que algunos han supuesto que la modelo fue en realidad una amiga o amante de Juliano II de Médicis.

Retrato de la virreina de Nápoles, antaño considerado de Isabel de Aragón, elaborado por Rafael Sanzio. Museo del Louvre, París.

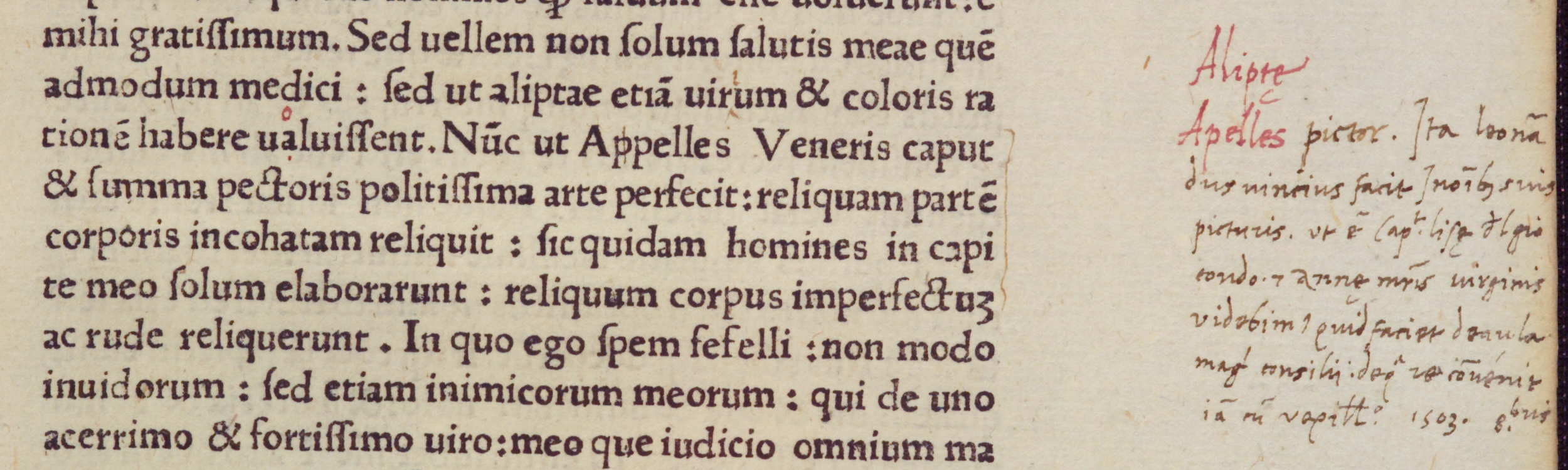
La nota descubierta en la Universidad de Heidelberg escrita por Agostino Vespucci.

Algunas otras teorías poco difundidas afirman que podría tratarse de Isabel de Aragón, a quien Leonardo dibujó a lápiz para luego hacer un óleo; o de Constanza d'Avalos, duquesa de Francaville, mencionada en un poema de la época, donde se lee que Leonardo la pintó «bajo el hermoso velo negro»; o de Isabella Gualanda, una dama napolitana. Según esta última teoría, Leonardo habría pintado el retrato en Roma por encargo de Juliano de Médicis y habría reciclado para ello un retrato inconcluso que había hecho a Lisa Gherardini.
Otras propuestas han sido que la modelo pudo ser una amante del propio Leonardo, un adolescente vestido de mujer, un autorretrato del autor en versión femenina o incluso, una simple mujer imaginaria. A este respecto, Sigmund Freud sugirió que la pintura reflejaba una preocupante masculinidad. Estudios que apoyan la teoría de la identidad masculina del modelo lo identifican como Gian Giacomo Caprotti, conocido como Il Salai.
Hay estudiosos que creen que el tema de la pintura es la madre de Leonardo, Caterina. Según esta teoría, en el momento en que Leonardo pintó el retrato de su madre, a la que adoraba, ella no estaba entre los vivos. Murió en 1495. La idea es que estaba viva en la imaginación de Leonardo. El trabajo de Lisa Gherardini consistía únicamente en ser la modelo.
En 2005, Armin Schlechter descubrió una nota de Agostino Vespucci en el margen de un libro de la colección de la biblioteca de la Universidad de Heidelberg, que confirmaba con certeza la creencia tradicional de que la modelo del retrato era Lisa. En esta acotación, Vespucci, quien era un amigo cercano de Leonardo da Vinci, compara a Apeles, gran pintor de la Antigüedad, con Leonardo, y hace referencia a tres obras en las que estaba trabajando en esas fechas: el retrato de Lisa del Giocondo, otro de Santa Ana y el mural de La batalla de Anghiari. Esta pequeña anotación data de octubre de 1503, aproximadamente 47 años antes de las referencias realizadas por Giorgio Vasari. Además, el libro donde se realizó el comentario sobre la Mona Lisa pertenece al autor Marco Tulio Cicerón, y particularmente esta edición fue publicada en 1477.
Por otra parte, en los archivos de impuestos de 1480 puede verificarse la identidad, paradero y lugar de nacimiento de la modelo. Nació el 15 de junio de 1479 y murió el 15 de julio de 1542, a los 63 años, en el convento de Santa Úrsula de Florencia. Según el historiador Giuseppe Pallanti, que trata el tema en su libro La historia de Mona Lisa, Gherardini ingresó en el convento cuatro años después de quedar viuda, donde ya era monja su hija Marietta.
Basándose en estos datos, el investigador genealogista italiano Domenico Savini asegura que existen descendientes de Gherardini; se trata de Natalia e Irina Strozzi, hijas del príncipe Girolamo de Toscana. En el supuesto de que la modelo de Leonardo fuera la mujer que falleció en el convento, el médico forense Maurizio Seracini se ha ofrecido para buscar el cadáver y hacer un análisis de ADN para establecer el parentesco de los Strozzi con Gherardini.
Unido a dichos elementos, documentos oficiales del censo de la época confirman que el padre de Leonardo da Vinci vivía exactamente enfrente de la familia de Gherardini. El historiador supone, sin mayores pruebas, que el retrato fue un regalo de Giocondo a su esposa por motivo de su segundo embarazo, a los veinticuatro años de edad. Existen detractores de las teorías expuestas por Pallanti, pero sus opiniones son mayoritariamente aceptadas.
Para saciar la curiosidad histórica acerca de la veracidad de las teorías vertidas, en 1987 se realizaron los primeros estudios, superponiendo un autorretrato de Leonardo a la pintura de la Mona Lisa; el resultado fue una gran similitud en las dimensiones y rasgos físicos. Los detractores de dicha investigación alegan que, dado que el autor es el mismo, los trazos son similares y por eso generan confusión. Lillian Swartz y Gerald Holzman, los directores de dicha prueba, aseguran que el autor se autorretrató, dándose apariencia de mujer.
Tanta ha sido la obsesión por esclarecer la identidad de la retratada, que el doctor Matsumi Suzuki (Premio Ig Nobel de la Paz en 2002), investigador japonés, reconstruyó el cráneo de la Gioconda mediante un análisis óseo, y a partir de dicho cálculo generó la posible voz de la modelo. El investigador asegura que la reproducción de la voz es fiable en un noventa por ciento. También ha realizado la misma simulación para el autor de la obra, de la cual desconfía un poco porque la barba reflejada en los autorretratos esconde algunos detalles importantes.

### El título del cuadro
El título oficial de la obra, según el Museo del Louvre, es Retrato de Lisa Gherardini, esposa de Francesco del Giocondo, aunque el cuadro es más conocido como La Gioconda o Mona Lisa.
Este título aparece documentado por primera vez mucho después de la muerte de su autor. Con respecto al nombre de Mona Lisa, más usado en fuentes anglosajonas, Monna es el diminutivo en italiano de Madonna, que quiere decir Señora.

## El robo

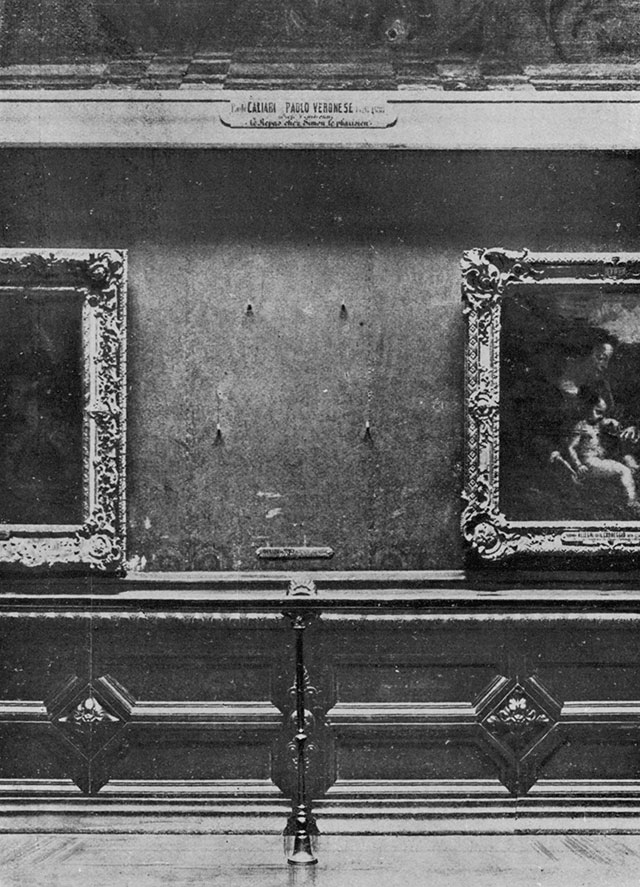
El hueco que quedó tras el robo perpetrado en 1911 por Vincenzo Peruggia en la pared del Museo del Louvre que albergaba el cuadro.

El 21 de agosto de 1911, el carpintero italiano Vincenzo Peruggia (exempleado del Museo del Louvre) llegó al Museo del Louvre a las 7 de la mañana, vestido con un blusón de trabajo blanco como los utilizados por el personal de mantenimiento del museo, descolgó el cuadro y a continuación, en la escalera Visconti, separó la tabla de su marco, abandonando este último. A continuación salió del museo con el cuadro escondido bajo su ropa, que colocó posteriormente en una valija. Cuando poco después el pintor Louis Béroud entró a la sala para ver el cuadro, notó su ausencia y avisó de inmediato a la policía. El museo permaneció cerrado durante una semana para proceder a la investigación.
Unos años antes el museo había sufrido el robo de otras varias piezas, lo cual hizo suponer a la policía que ambos acontecimientos estaban relacionados. Guillaume Apollinaire y Pablo Picasso se convirtieron en sospechosos puesto que se los había relacionado con la desaparición de unas piezas de escultura del museo, además de por unas declaraciones en las que Apollinaire apoyaba la propuesta formulada por el futurista Marinetti de quemar los museos para dejar paso al nuevo arte. Posteriormente se demostró que ambos eran inocentes. Al mismo tiempo que se realizaban las investigaciones sobre el robo, se capturó al aventurero belga Honoré-Joseph Géry Pieret, quien confesó ser el autor de otro robo acaecido en 1906, pero no del de La Gioconda.
Durante la ausencia de la obra, se batió el récord de visitantes al museo; acudían a apreciar el hueco dejado en la pared por el cuadro que había sido hurtado.

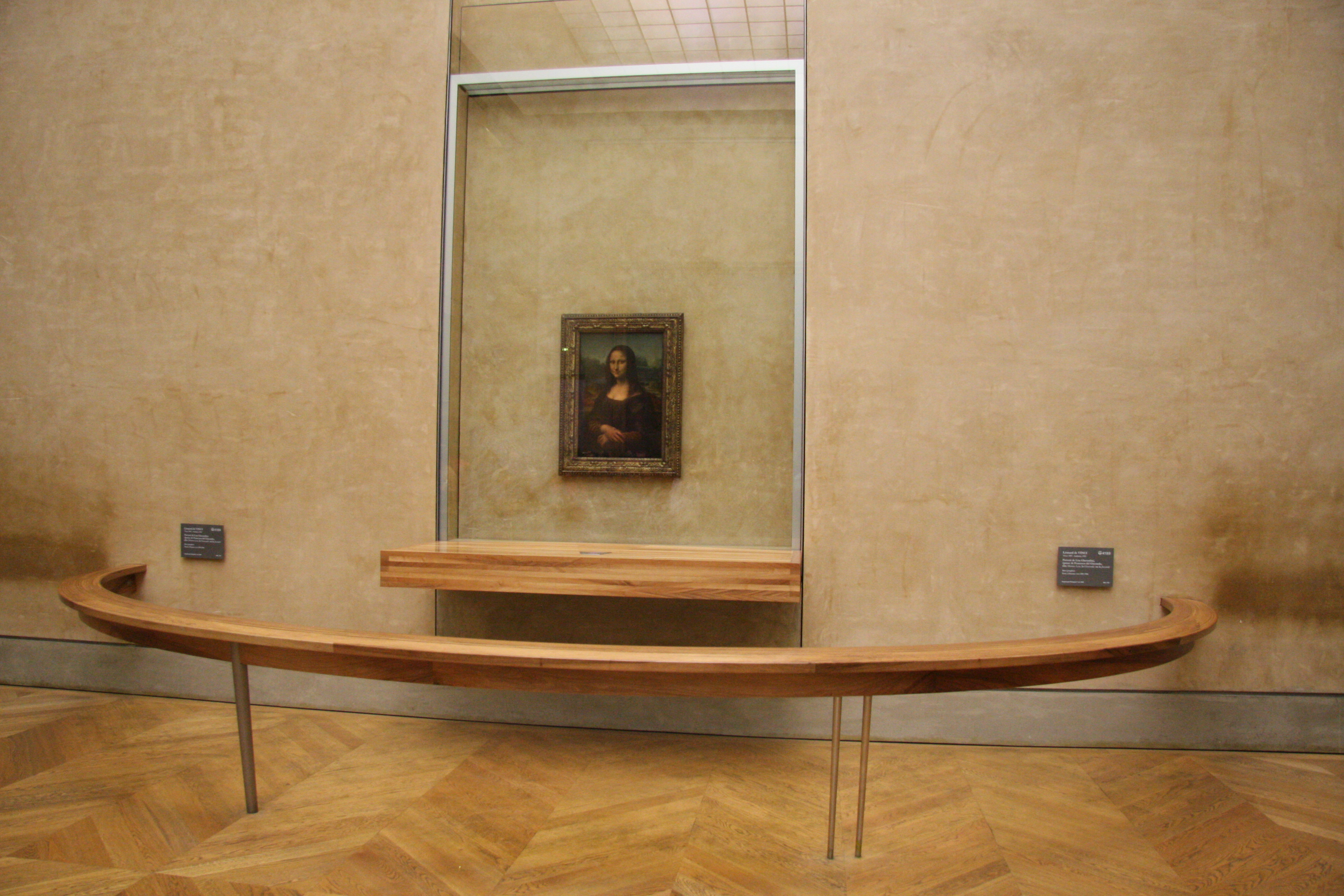
Pintura que se exhibe tras el cristal antibalas en el Louvre.

La pintura fue recuperada dos años y ciento once días después del robo, tras la captura de Peruggia. El detenido intentó vender el cuadro original al director de la Galleria degli Uffizi de Florencia, Alfredo Geri, quien se hizo acompañar de la policía. Peruggia alegó que su intención era devolver la obra a su verdadera patria, y que él solo era víctima de un estafador; los tribunales de justicia lo condenaron a un año y quince días de prisión que luego redujeron a siete meses y nueve días. Antes de regresar al museo, la pintura se exhibió en Florencia, Roma y Milán.
En 1932, el periodista Karl Decker publicó una información según la cual el autor intelectual del robo habría sido un comerciante argentino llamado Eduardo Valfierno, que habría fallecido en 1931, con el fin de vender seis copias falsas, e incluso proporcionó los nombres de los presuntos coleccionistas estafados, pero la veracidad de este relato no pudo ser probada.

## Vandalismo
El 30 de diciembre de 1956, el boliviano Ugo Ungaza Villegas arrojó una piedra contra la Mona Lisa durante una exhibición en el Louvre. Lo hizo con tanta fuerza, que destrozó la vitrina, y desprendió un trozo de pigmento del codo izquierdo. La pintura estaba protegida por un cristal, ya que pocos años antes, un hombre que declaró estar enamorado de la misma, la había cortado con una cuchilla y la había intentado robar. Desde entonces, se instaló un cristal a prueba de balas para proteger a la pintura de nuevos ataques.
Posteriormente hubo otros incidentes. El 21 de abril de 1974, mientras el cuadro estaba expuesto en el Museo Nacional de Tokio, una mujer le arrojó pintura roja, como protesta por la ausencia de accesos al museo para personas discapacitadas. Y el 2 de agosto de 2009, una mujer rusa, aturdida por la denegación de su solicitud de ciudadanía francesa, arrojó una taza de cerámica comprada en la tienda del Louvre, haciéndose añicos contra el cristal. Afortunadamente, el cuadro no sufrió desperfectos en ambos casos. El 29 de mayo de 2022, un hombre en silla de ruedas con peluca le lanzó una tarta. El cuadro no sufrió daños.
El 28 de enero de 2024, dos activistas arrojaron sopa enlatada sobre el cristal que protegía el cuadro. La obra no sufrió daños.

## Reproducciones y parodias

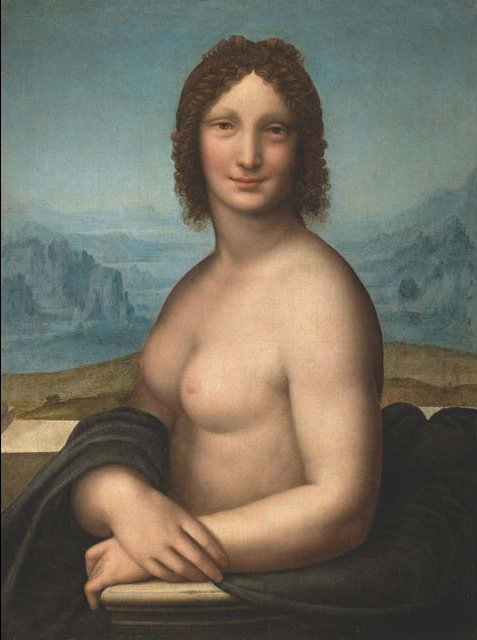
La Monna Vanna, que se atribuye, con dudas, a Salai.

La Mona Lisa ha adquirido un estatus de icono cultural. Son numerosas sus reproducciones y utilización en la publicidad, objetos cotidianos y también como referencia cultural. Algunas incluyen:
Reproducciones, copias y versiones
- La copia de mejor calidad del cuadro es la que se encuentra en el Museo del Prado de Madrid, que habría sido realizada en paralelo al original. Casi idéntica en cuanto a medidas (76 x 57 cm la del Prado, 79 x 53 cm la original), se creía que el soporte de la copia era una tabla de roble; sin embargo, en una reciente investigación se ha determinado que se trata de una tabla de nogal. La diferencia más notoria que había con la original, que era el fondo negro, resultó ser un repinte que fue retirado en una restauración (2011-2012) y reveló un paisaje de gran calidad.[77] Aunque algunos investigadores habían propuesto como posibles autores de esta tabla al alemán Hans Holbein el Joven y al español Fernando Yáñez de la Almedina,[78] e incluso al propio Leonardo,[79] tras la restauración, la autoría se divide entre dos de los alumnos más próximos al maestro: Andrea Salai y Francesco Melzi.[77] Este cuadro sobrevivió al devastador incendio del Alcázar de Madrid, ocurrido el 24 de diciembre de 1734.
- Algunos autores afirman que el mismo Leonardo hizo la reproducción conocida como Mona Lisa de Isleworth, pero su autenticidad es ampliamente cuestionada.[80] Dicha pintura es propiedad de un consorcio que creó una fundación en el año 2010 con sede en Suiza que es la que gestiona los derechos de la obra.[81]
- La reproducción libre de Rafael, la cual se exhibe en el mismo museo que la obra de Leonardo.[28]
- Una copia anónima que se conserva en el Parlamento Italiano.[28]
- Una copia anónima que se conserva en el Museo del Hermitage, en San Petersburgo
- Una copia en la colección Luchner, en Innsbruck, de la cual se ha pensado que podría ser obra de Salai.[10]
- La llamada Monna Vanna, quizá también obra de Salai, de la que existen varias versiones, ha sido considerada por algunos como la representación de La Gioconda desnuda.[10]

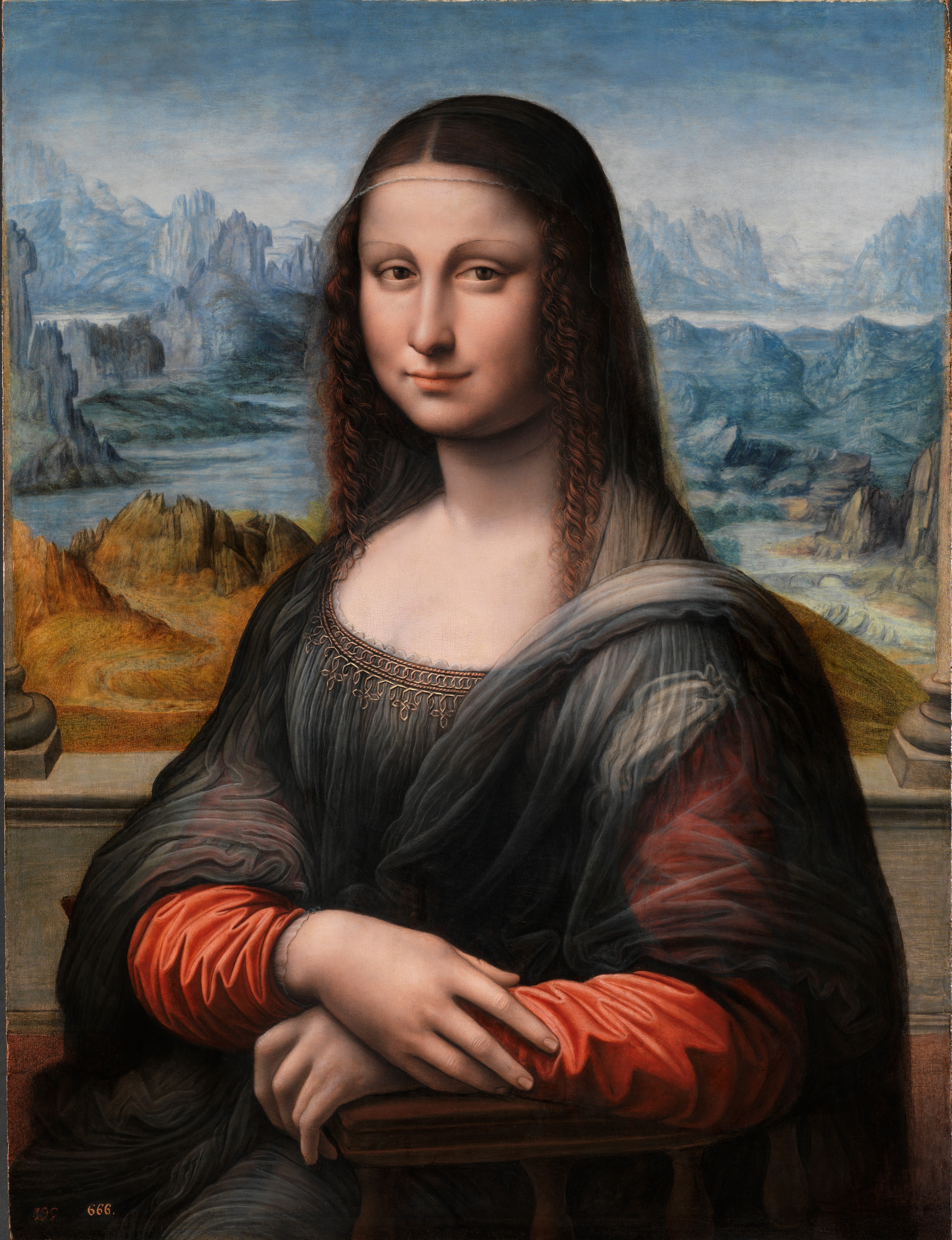
Copia de La Gioconda que se encuentra en el Museo del Prado de Madrid.
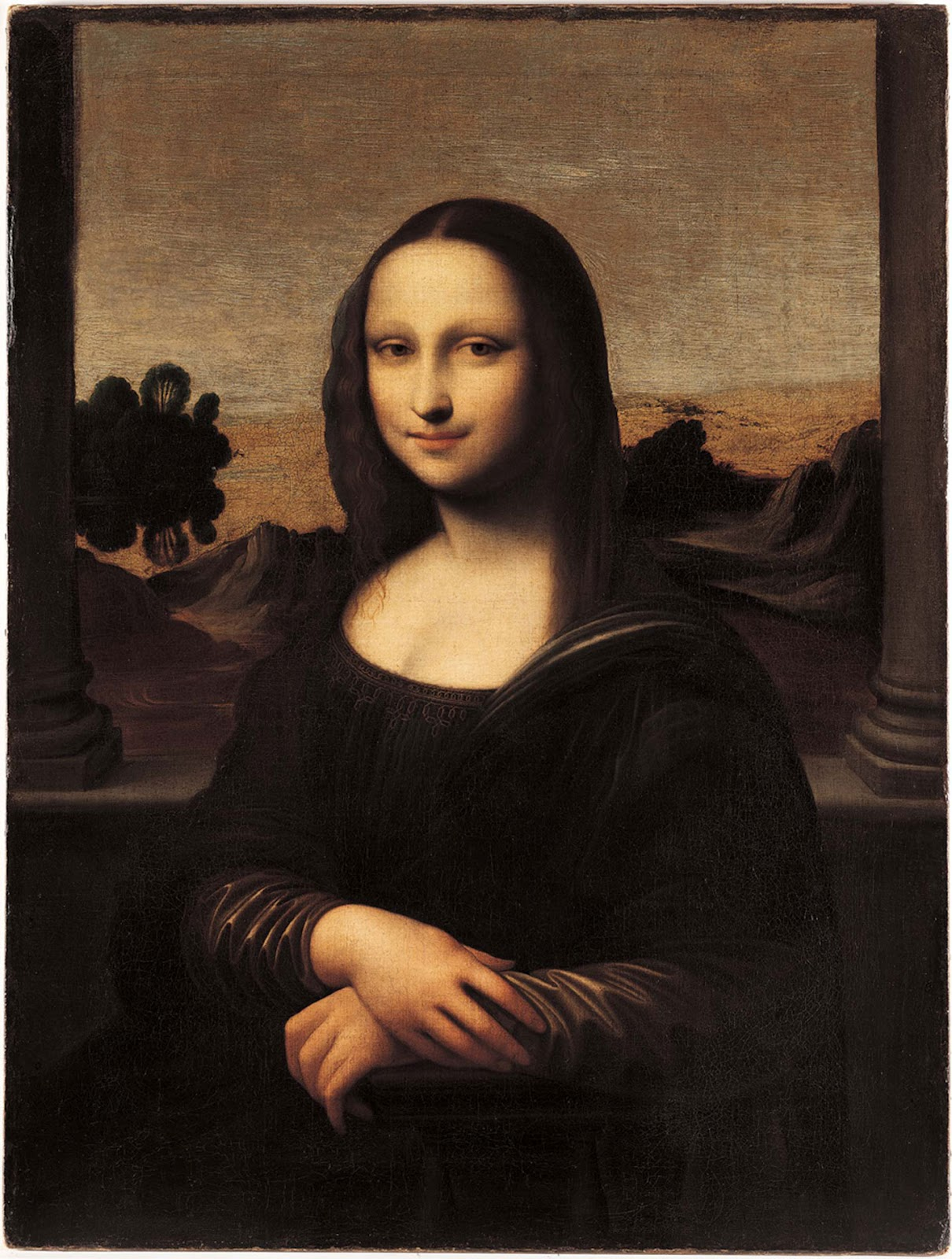
La llamada Mona Lisa de Isleworth.

Parodias
- En 1919, el dadaísta Marcel Duchamp pintó una parodia de Mona Lisa luciendo bigote y perilla y con la inscripción L.H.O.O.Q. (que significa ella tiene el culo caliente, traducido del francés).[82]
- Salvador Dalí pintó su retrato sobre el paisaje de fondo de la obra de Leonardo, a manera de ridiculización.[82]
- Fernando Botero pintó en 1958 el cuadro La Mona Lisa a los doce años, donde representa a una mujer extremadamente obesa y deforme como parodia de La Gioconda.[83]
- Samuel Clemens reprodujo La Gioconda a base de pigmentos oscuros sobre una lona de 40 x 60 pies en Oregón.[84]